# Сосновское (Зиняковский сельсовет)
Сосновское — деревня в Городецком районе Нижегородской области. Входит в состав Зиняковского сельсовета.
| 2002 | 2010 |
| ---- | ---- |
| 2    | ↘1   |